# Гарібальд I (герцог Баварії)
Гарібальд I (*Garibald I, 540  —бл. 593/595) — 1-й герцог Баварії у 548/555—593/595 роках.

## Життєпис
Походив з аристократичного роду баварів Агілольфінгів. Про його батьків нічого невідомо. Висувається версія, що батьком Гарібальда був бавар, що перебував на службі франконських королів. Називають також Анігольфа, графо Мо, як предка Гарібальда. У 548 році Теодебальд, король Австразії, призначив Гарібальда герцогом Баварії.
Після смерті Теодебальда, короля Австразії, його наступник Хлотар I у 555 році підтвердив титул Гарібальда I. Коли король франків вступив в інтимний зв'язок з дружиною померлого Теодебальда — Вульдетрадою (або Вальдрадою), донькою Вако, короля лангобардів. Проти цього виступили єпископи, що змусило Хлотаря I в 556 році віддати Вульдетраду в дружини Гарібальду. Цей шлюб підняв престиж Гарібальда, а крім того створив міцний політичний союз між баварами і лангобардами, які в той час займали Паннонію. Це відіграло важливу роль під час вторгнення лангобардів в Італію.
У 568 році сприяв лангобардам у захопленні північної Італії. Водночас поступово розпочав самостійну політику. Цьому сприяла боротьба між франкськими королівствами Нейстрія та Австразія. У 575 році породичався з лангобардським аристократом Евіном. Водночас вперше зустрівся з намаганням франків приборкати амбіції Гарібальда I.
584 року підтвердив союз з лангобардами. Близько 585 року для зміцнення союзу з Гарібальдом I було влаштовано шлюб між донькою останнього Теоделіндою і Хільдебертом II, королем Австразії. Втім заручини не вдалися. Натомість герцог Баварії у 588 році влаштував заручини Теоделінди з Автарієм, королем лангобардів.
У відповідь проти Гарібальда I у 589 році виступило франкське військо. Діти баварського герцога втекли до Італії. Автарій одружився з Теоделіндою 15 травня 589 року і зробив сина Гарібальда I — Гундоальда — герцогом Асті. У 590 році франки за підтримки Візантійської імперії вдерлися на територію Лангобардського королівства, але зазнали поразки.
У 591 році відносини Гарібальд I зумів владнати конфлікт з королем Хільдебертом II. Того ж року зробив свого сина Грімоальда своїм співволодарем. Втім бажання стати незалежним знову призвело до конфлікту з Хільдебертом II.
Невідомо, чи був Гарібальд усунутий або помер. Це сталося між 593 та 595 роками. За однією з версій, Хільдеберт II скинув Гарібальда I та його сина Грімоальда I, і поставив на їх місце іншого сина Тассілона I.

## Родина
Дружина — Вульдетрада, донька Вако, короля лангобардів
Діти:
- Грімоальд (д/н—693/695)
- Гундоальд (д/н—612)
- Тассілон (д/н—610)
- Теоделінда (д/н—627), дружина 1) Автарія, короля лангобардів; 2) Агілульфа, короля лангобардів
- Гертруда, дружина Евіна, герцога Трієнта